# Tubal-cain

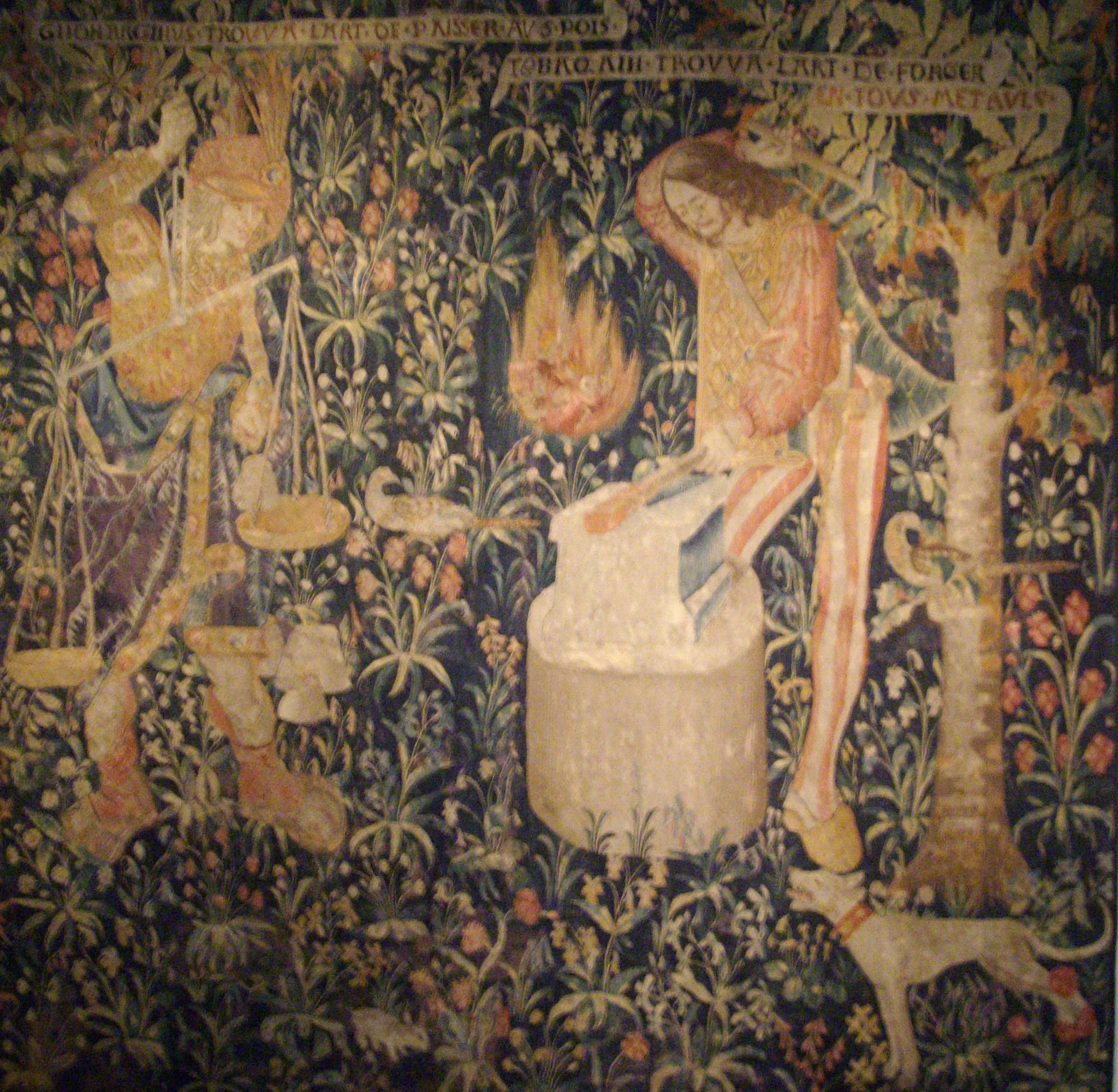
Tubal-cain al lavoro come fabbro, arazzo del XVI secolo, Museo di Cluny

Tubal-cain o Tubalcain è un personaggio citato nell'Antico Testamento, nella Genesi versetto 4:22. Egli era discendente di Caino, figlio di Lamech e Zilla, nonché fratello di Naama.

## Etimologia del nome

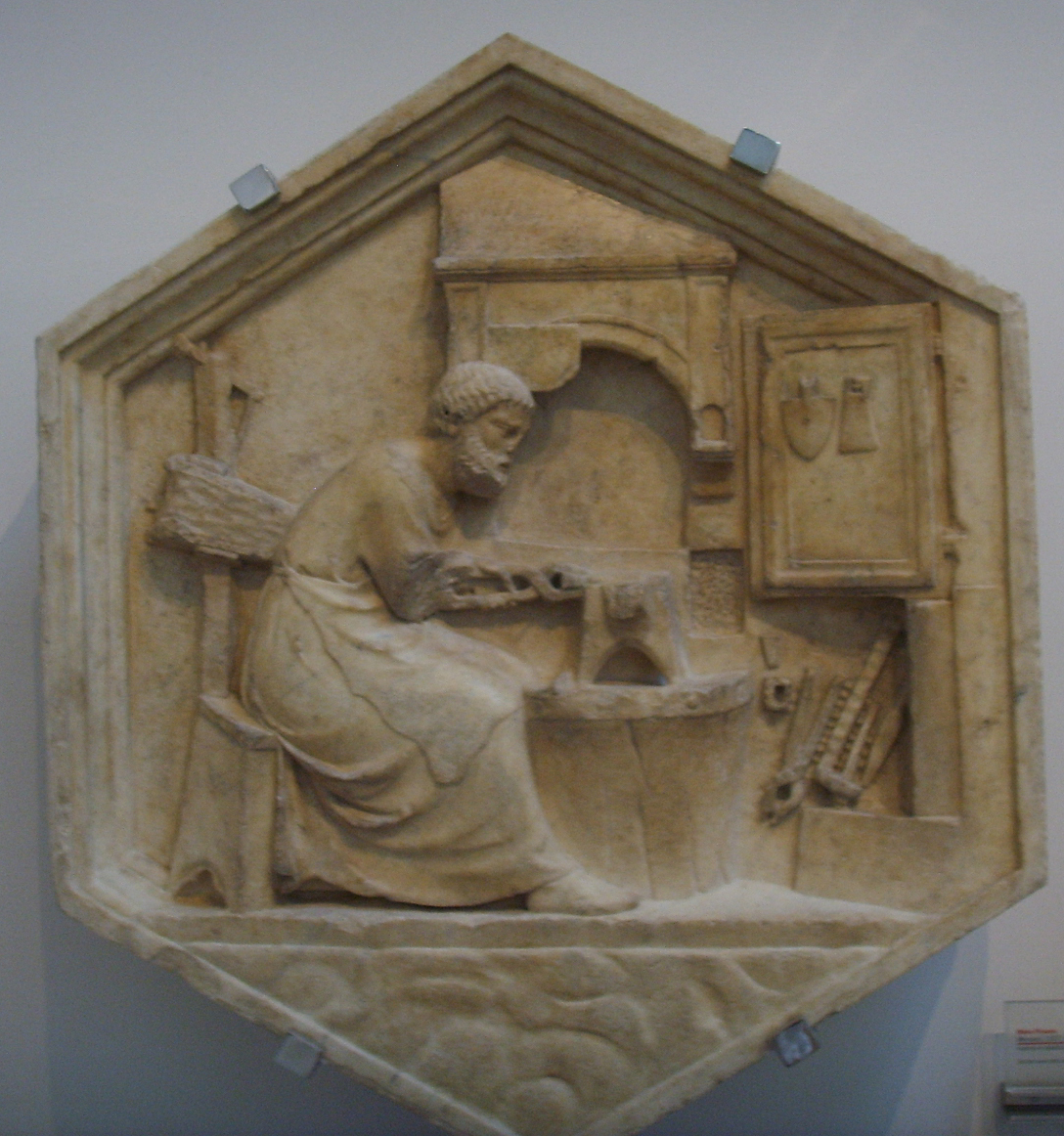
Raffigurazione di Tubal-cain

In ebraico il suo nome è scritto תובל קין. Nella bibbia del Re Giacomo, la King James Version, egli è conosciuto come Tubalcain, nella Vulgata moderna è Tubal-Cain, così come nella English Standard Version è Tubal-caìn che riporta la "c" minuscola e la "ì" accentata. Il rabbino Rashi interpreta il nome affermando che il suo significato sia "colui che spezia (aromatizza) il mestiere di Caino."
Secondo l'odierna onomastica, non è affatto chiaro quale sia la transonimizzazione che ha generato il doppio nome, Tubal-Cain. Il biblista Gordon Wenham suggerisce un'antica tradizione secondo cui il nome "Caino significa "fabbro" (anticipando, quindi, le osservazioni circa la sua capacità di lavorazione dei metalli), oppure che egli è chiamato "Tubal-Cain" per distinguerlo dall'altro Tubal, figlio di Jafet.
Henry Morris propone invece un altro etimo, secondo il quale il suo nome lo fa essere "progenitore del Dio mitologico dei Romani, Vulcano."

## Il personaggio
Nella Genesi 4:22 si dice che "Tsillah a sua volta partorì Tubal-cain, l'artefice di ogni sorta di strumenti di bronzo e di ferro; e la sorella di Tubal-cain fu Naama". Anche se ciò può significare che egli fu un fabbro, una comparazione fra i versi 20 e 21, ci fa intuire che egli possa aver avuto una reale maestria primigenia nella lavorazione dei metalli. T. C. Mitchell propone quanto segue: "Egli scoprì la possibilità di fucinatura a freddo, di primordiale bombatura del ferro meteorico." Tubal-cain è stato descritto anche come il primo chimico.
Altri associano il lavoro di Tubal-cain a quello di costruttore di armi da guerra. Sempre il rabbino Rashi annota che egli avrebbe "aromatizzato e ridefinito il mestiere di Caino facendo armi per assassini." Nel suo Antichità giudaiche, Flavio Giuseppe dice che "Tubal superò la forza di tutti gli uomini ed era molto esperto e famoso in esibizioni marziali, [...] e prima di tutto aveva inventato l'arte di lavorare l'ottone." Il teologo Walter A. Elwell ipotizza che "la sua invenzione di armi evolute può essere stata il motivo per cui a Lamech interessasse vendicare il sangue."
In alternativa, E. E. Kellett suggerisce che Tubal-cain possa essere stato un minatore.